# Operationalismus
Den Operationalismus (von lat. operatio: Verrichtung), mitunter auch Operationismus  genannt, kennzeichnet die These, dass die Bedeutung eines Begriffs aus nichts weiter bestehe als einer Reihe von Operationen.
Die betreffende wissenschaftstheoretische Position geht zurück auf den Physiker Percy Williams Bridgman, der sich in seinem 1927 erschienenen The Logic of Modern Physics mit der erkenntnistheoretischen Interpretation der Relativitätstheorie auseinandersetzt.

## Der strenge Operationalismus von Bridgman
Nach Bridgmans Auffassung ist wissenschaftliche Objektivität gegründet auf die Verwendung von operationalen Definitionen. Damit ein wissenschaftlicher Begriff empirisch gültig sei, müsse er in Form von spezifischen Messverfahren definiert werden; so wie etwa „Länge“ dadurch definiert werde, dass man ein Metermaß an das jeweilige zu messende Objekt anlege. Die Bedeutung eines Begriffes erschöpfe sich also in einer Reihe angebbarer Messoperationen; der Begriff sei bedeutungsgleich mit den betreffenden Operationen. Damit hat Bridgman nicht nur die Kriterien der Gültigkeit (Validität) eines Begriffs außerhalb des menschlichen Bewusstseins angesiedelt, sondern den Begriff selber mit einer Menge bewusstseinsunabhängiger Operationen gleichgesetzt.

## Kritik des Operationalismus
Während der Ausdruck „operationale Definition“  allgemeine, wenn auch nicht immer sonderlich präzise Verwendung gefunden hat, ist die von Bridgman damit verbundene erkenntnistheoretische Radikalposition, die Reduzierung von Bedeutung auf Messoperationen, auf scharfe Kritik gestoßen. Die Position sei methodologisch unhaltbar, weil die theorieabhängige Bedeutung eines Begriffs grundsätzlich unabhängig von entsprechenden Messverfahren sei; letztere gäben lediglich an, unter welchen empirischen Bedingungen von der entsprechenden Erscheinung bzw. einer empirischen Realisierung des Begriffs gesprochen werden könne. Die Bedeutung eines Begriffs erschöpfe sich keineswegs in einem einzelnen, bestimmten Messverfahren; so sei es durchaus theoretisch möglich und zulässig, dass ein und derselbe Begriff mit unterschiedlichen Verfahren gemessen werden könne. Ebenso wie bei dem analogen Reduktionsversuch von Rudolf Carnap wird auf ungelöste Schwierigkeiten beim Definieren von Dispositionsbegriffen verwiesen, nämlich grundsätzlich dadurch, dass Begriffe "theorieimprägniert" seien.
Für Hilary Putnam ist es "wohlbekannt", dass der "strenge Operationalismus" von Bridgman "dem tatsächlichen Gebrauch wissenschaftlicher wie alltäglicher Ausdrücke nicht gerecht zu werden vermag."
Liberalisierte Versionen des Operationalismus wie die von Carnap oder Ramsey würden zwar dem tatsächlichen Gebrauch zwar gerecht, jedoch "nur, indem sie aus der Mitteilbarkeit wissenschaftlicher Ergebnisse ein Wunder machen."
"Keine operationale Definition [liefere] eine notwendige und hinreichende Bedingung für die Anwendung irgendeines solchen Wortes".
Nach Karl Popper überschreiten Universalien oder dispositionale Ausdrücke das, was durch die jeweilige Erfahrung gegeben ist. Die Hoffnung, dass durch Lösung des Problems der subjunktiven Konditionalsätze eine operationale Definition der Universalien vollständig gelingen könne, ist daher unbegründet.

## Methodologische und philosophische Rezeption sowie Parallelen
Der psychologische Behaviorismus wurde u. a. von seinem Begründer Burrhus Frederic Skinner mit dem Operationalismus verknüpft. Herbert Dingles Ansatz hatte viele Parallelen mit Bridgman, aber auch rationalistische Akzente.
Hugo Dinglers „Operativismus“ ist nicht mit „Operationalismus“ zu verwechseln, stellt er doch in Gegensatz zu Bridgman ein philosophisches Begründungsprogramm (Certismus) auf, um durch ein System von Operationen die Naturwissenschaften auf sichere und exakte Weise zu begründen. Dingler rezensiert Bridgmans Hauptwerk und entwickelt selber eine Theorie eines allgemeinen konstruktivistischen Ansatzes, in dessen Wirkungsgeschichte auch der Erlanger Konstruktivismus steht – Paul Lorenzen wird Schüler Dinglers.
Parallelen zum frühen Operationalismus Bridgmans sieht man bei Rudolf Carnap. Auch Wissenschaftstheoretikern wie S. Toulmin, W. H. Watson und N. R. Hanson werden verwandte Ideen zugeschrieben. Sie sind ebenfalls von Ludwig Wittgensteins Auffassung beeinflusst, dass sich die Bedeutung sprachlicher Ausdrücke durch ihren Gebrauch ergebe.